# 凯温·库斯克
凯温·库斯克（德語：Kevin Kuske，1979年1月4日—），德国男子雪车运动员。他曾代表德国参加2002年、2006年、2010年、2014年和2018年冬季奥林匹克运动会雪车比赛，获得四枚金牌和二枚银牌。